# Yankov Gap
Yankov Gap är ett bergspass i Antarktis. Det ligger i Sydshetlandsöarna. Argentina, Chile och Storbritannien gör anspråk på området. Yankov Gap ligger 458 meter över havet.
Terrängen runt Yankov Gap är kuperad åt nordväst, men åt sydost är den bergig. Terrängen runt Yankov Gap sluttar norrut. Trakten är glest befolkad. Närmaste befolkade plats är St. Kliment Ohridski Base, 9,9 kilometer väster om Yankov Gap. 